# Gustavo (Maler)

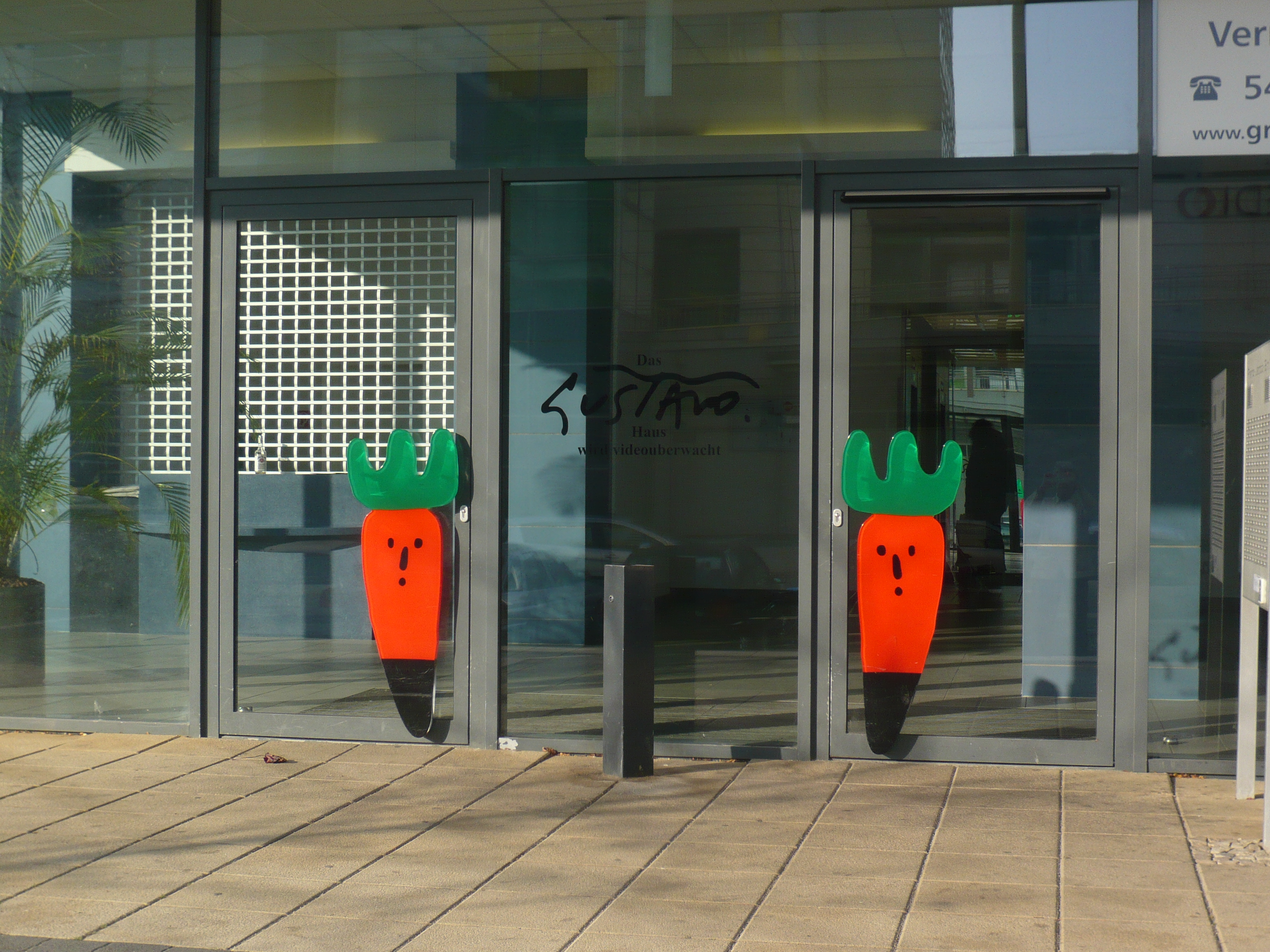
Typische Gustavo-Männlein, in der Mitte Schriftzug des Künstlers.

Gustavo (* 1939 in Cartagena, Spanien) ist der Künstlername des spanischen Malers Gustavo Peñalver Vico. Der Künstler lebt und arbeitet auf seinem Landsitz bei Capdepera auf Mallorca.

## Beginn des künstlerischen Schaffens
1944 zog die Familie nach Mallorca, wo Gustav frühzeitig mit der Malerei begann. Künstlerisch ließ er sich von dem Maler Joan Miró beeinflussen, er gibt aber auch an, dass die Musik von Jimi Hendrix, Jacques Brel und Udo Lindenberg sowie Filme beispielsweise von Woody Allen oder Federico Fellini ihn inspirieren. Ab 1963 arbeitete er in den großen europäischen Städten Barcelona, Paris und Brüssel. Er unterzeichnete Verträge mit den Galerien Sala Pelaires in Palma de Mallorca und Layentana in Barcelona. Da er mit seiner Kunst die politische Situation in Spanien während der Franco-Diktatur anprangerte, wurden einige seiner Werke von den faschistischen Machthabern zerstört.

## Gustavos Wirken in Deutschland
Freunde brachten ihn 1971 durch eine Einladung zu den „Berliner Festwochen“ in Sicherheit. 1976 siedelte er ganz nach Berlin um. Zwischen 1976 und 1990 arbeitete der Spanier im Kunsthaus Bethanien in Berlin-Kreuzberg, wo seine kleinformatigen Ölbilder und andere Kunstwerke in mehreren Ausstellungen gezeigt werden konnten. 1977 entstanden erste Kontakte zu Galeristen in den USA, unter anderem erhielt er einen Vertrag mit der Galerie Judith Posner in Milwaukee. Es folgten Ausstellungen in Los Angeles, Washington, Milwaukee, New York und Las Vegas.

## Soziales Engagement
1998 begann sein bis heute andauerndes Engagement für die Mukoviszidose-Stiftung der früheren Bundespräsidentengattin Christiane Herzog „Künstler helfen“, für das er Anfang des 21. Jahrhunderts von der Stiftung geehrt wurde. Mittlerweile sind auch andere Künstler seinem Beispiel gefolgt. Bei Versteigerungen zu Gunsten der Stiftung, die durch den Lions-Club Berlin erfolgen, wird ein Vielfaches des Verkaufswertes erzielt.

## Stilistik und Vielfalt der Werke
Besonders in Deutschland ist Gustavo als wichtiger zeitgenössischer spanischer Künstler bekannt. Charakteristisches Merkmal seiner Malerei sind die farbenprächtigen skurrilen Gestalten, die er in absurden und komischen Situationen auf die Leinwand bannt. Dabei kommt er mit seinem Stil dem Surrealismus nah. Auch die poetischen Bildtitel bilden nahezu einen eigenen Kunststil, wie zum Beispiel „Antiklerikaler und empfindsamer Buchhalter mit Mittelscheitel“ und „Glückliche Familie tanzt täglich fünf Minuten über den mallorquinischen Alpen“.
Gustavo gestaltete auch Wandteppiche, Skulpturen, Porzellan und Grafiken. Als Durchbruch für seine internationale Karriere gilt die Retrospektive von 1986 in der Bonner Redoute unter der Schirmherrschaft des damaligen Außenministers Hans-Dietrich Genscher. Im selben Jahr nahm er an der Sonder-Edition „Künstler für UNICEF“ teil. 1987 fand die Retrospektive „10 Jahre in Berlin“ im Rathaus Tempelhof in Berlin statt. Hier lernte er den späteren Berliner Bürgermeister Klaus Wowereit kennen, der im Laufe seiner Amtszeit Gustavos Berliner Ausstellungen eröffnete.
Im Jahr 1998/1999 entwarf Gustavo im Auftrag einer Wohnungsgesellschaft ein mehrfarbiges Puzzle-Bild in einfachen Formen und Farben, das als großes Fassadenkunstwerk auf ein frisch saniertes Doppelhochhaus im Berliner Bezirk Lichtenberg übertragen wurde. Das gesamte Gebäude ist unter dem Namen Gustavo-Haus bekannt geworden und wird in touristischen Führern für Berlin als größtes Kunstwerk Europas besonders ausgewiesen.
Auch für ein Hotel im Bezirk Pankow, Ortsteil Prenzlauer Berg entwarf Gustavo das Interieur. 2003 erschien das Rosenthal-Coffee-Art-Set Gustavo. Im Jahr 2011 entwarf Gustavo ein Motiv für ein neues großes Wandbild, das mosaikartig aus kleinen handgefertigten Kacheln und Fliesen zusammengesetzt wird. Die Stücke werden von der Teulera Can Benito in Campos gebrannt. Das Bild aus 1700 Kacheln wurde 2014 an der Kaimauer des Hafens von Cala Ratjada befestigt.
Im Jahr 2012 gestaltete er ein Weinetikett für den Reserva Privada 2009 der Bodegues Macià Batle, Santa Maria del Camí, für die Kunsteditionen der Kellerei. Der Wein wurde mit einer Goldmedaille bei einem internationalen Wettbewerb in Cannes prämiert.
Im März 2013 war Gustavo Ehrengast der Balearen auf der Berliner Tourismusbörse. Zeitgleich wurde der Dokumentarfilm „Una vuelta a Mallorca en Camello“ des Regisseurs Toni Bestard (Ein Ritt über Mallorca auf dem Kamel) präsentiert, den Gustavo 1964 mit dem Journalisten Miguel Vidal unternommen hatte. Schließlich gestaltete er 2013 für einen mallorquinischen Skulpturen- und Kunstsammler für dessen Finca drei Buddy Bären.
Die erste Ausstellung in einem Museum fand im Sommer 2017 statt. Das Künstlerhaus Marktoberdorf, ein wichtiges Museum für zeitgenössische Kunst im Allgäu, präsentierte "Gustavo – vom Glück zu malen". Diese vom Rotary Club Marktoberdorf initiierte und großzügig unterstützte Werkschau zeigte einen breiten Querschnitt der Bilder, Drucke und Skulpturen Gustavos.

## Wichtige Ausstellungen
| - 1989: „Hommage à Brel“, Galerie Rudolf Schoen (Berlin) - 1992: „Hommage à Fellini“, Galerie Hesselbach (Berlin) - 1994: Retrospektive „30 Jahre im Farbrausch“, Galerie Hesselbach (Berlin) - 1996: Ausstellung in der Big Villa (Potsdam) - 1998: „Hinterm Horizont ist das Mittelmeer“ (inspiriert durch den deutschen Sänger Udo Lindenberg), Zitadelle Spandau (Berlin) - 2000: „Farben der Erinnerung“, Haus der Commerzbank am Brandenburger Tor (Berlin), unter der Schirmherrschaft des ZDF - 2001: „Farben der Erinnerung“, ZDF-Sendezentrum (Mainz) - 2002: Stiftung Matthias Kühn (Palma de Mallorca); nach Jahrzehnten stellte Gustavo erstmals wieder auf Mallorca aus - 2004: „Von Leinwand zu Leinwand“, Haus der Commerzbank (Berlin) - 2004: „Träume in Farbe“, Stiftung Peter Maffay (Pollensa/Mallorca) - 2004: „Die Farben der Lebensfreude“, Galerie Kunst-Wort (Frankfurt am Main) - 2005: große Retrospektive unter der Schirmherrschaft von Daimler Chrysler (Sindelfingen) - 2006: „Über Farben fliegend“, Palazzo Farnese (Berlin) | - 2006: „Volando sobre colores“, Galeria Art Estació (Manacor/Mallorca) - 2009 (Herbst): Retrospektive anlässlich seines 70. Geburtstages im Sendezentrum des Senders rbb - 2013: „Can Patilla Boogie-Woogie“, Centre Cap Vermell, Cala Ratjada, Mallorca, Ausstellungsbesucher: 4.500 - 2017: "Vom Glück zu Malen", Künstlerhaus Marktoberdorf - 2018: Kooperation mit der mallorquinischen Suchthilfe „Projecte Home“, Gestaltung des Plakats zum 30. Jubiläum - 2019: Große Retrospektive zum 80. Geburtstag „Ein verzweifelt glückliches Leben“ von April bis Oktober, Centre Cap Vermell, Cala Ratjada (Mallorca, Spain) - 2019: OpenAir-Ausstellung mit 10 großen Eisen- und Polyesterskulpturen am Paseo Marítimo von Cala Ratjada über acht Monate - 2019: Ausstellung „Aprovechando los Clavos“, Can Patilla. Capdepera, Mallorca - 2019: Grafikausstellung „Saludos desde Mallorca“ in Bendestorf, bei Hamburg - 2019: 20-jähriges Jubiläum des Gustavo-Hauses in Berlin-Lichtenberg - 2020: Einweihung der 200 m² großen Kunstgalerie „espai Gustavo“ am 22. Januar, Capdepera, Mallorca - 2020: Ausstellung „El malabarista del color“ („Der Farbenjongleur“) im Altstadtpalast und Kulturzentrum Can Fondo in Alcúdia, Mallorca, 19. Juli – 20. September - 2020: Großflächige Bemalung zweier Außenwände der Grundschulen von Capdepera und Cala Ratjada, Mallorca |

Insgesamt umfasst Gustavos Werk bereits mehr als 35.000 Objekte, davon ca. 5.000 Ölbilder. Er blickt auf über 150 Einzel- und Gruppenausstellungen im In- und Ausland zurück (Stand 2008).